# Нојдорф-Борнштајн
Нојдорф-Борнштајн (њем. Neudorf-Bornstein) општина је у њемачкој савезној држави Шлезвиг-Холштајн. Једно је од 165 општинских средишта округа Рендсбург. Према процјени из 2010. у општини је живјело 1.052 становника. Посједује регионалну шифру (AGS) 1058110.

## Географски и демографски подаци
Нојдорф-Борнштајн се налази у савезној држави Шлезвиг-Холштајн у округу Рендсбург. Општина се налази на надморској висини од 21 метра. Површина општине износи 14,2 km². У самом мјесту је, према процјени из 2010. године, живјело 1.052 становника. Просјечна густина становништва износи 74 становника/km².